# میجول مونتووری
میجول مونتووری (به ایتالیایی: Miguel Montuori) بازیکن فوتبال و اهل ایتالیا است که از سال ۱۹۵۶ میلادی عضو تیم ملی فوتبال ایتالیا بوده و در ۱۲ بازی ملی حضور داشته‌است. او در بازی‌های ملی‌اش ۲ گل به ثمر رساند.
میجول مونتووری آخرین بازی ملی خود را در سال ۱۹۶۰ میلادی انجام داد.